# Running Wild
Running Wild – zespół muzyczny z Niemiec wykonujący heavy metal. Grupa została założona w 1976 roku w Hamburgu. W warstwie lirycznej zespół oparł się na morskich opowieściach i pirackich legendach. Inspirację czerpał również z literatury popularnej, jak np. Wyspa skarbów. Skład grupy przez lata ulegał zmianom, a wśród członków znajdowali się czołowi wykonawcy niemieckiego nurtu heavy metal, jak np. perkusista Stefan Schwarzmann (obecnie Accept), jednak liderem i kompozytorem większości utworów był Rolf Kasparek.

## Dyskografia
| 1984                           | Gates to Purgatory - Data: 26 grudnia 1984 - Wydawca: Noise Records  | –  | –  | –  | –  |
| 1985                           | Branded and Exiled - Data: 1985 - Wydawca: Noise Records             | –  | –  | –  | –  |
| 1987                           | Under Jolly Roger - Data: 1987 - Wydawca: Noise Records              | –  | –  | –  | –  |
| 1988                           | Port Royal - Data: 26 września 1988 - Wydawca: Noise Records         | –  | –  | –  | –  |
| 1989                           | Death or Glory - Data: 8 listopada 1989 - Wydawca: Noise Records     | –  | –  | –  | 95 |
| 1991                           | Blazon Stone - Data: 4 kwietnia 1991 - Wydawca: Noise Records        | –  | –  | –  | 66 |
| 1992                           | Pile of Skulls - Data: 21 października 1992 - Wydawca: Noise Records | 54 | –  | –  | –  |
| 1994                           | Black Hand Inn - Data: 24 marca 1994 - Wydawca: Noise Records        | 54 | –  | –  | –  |
| 1995                           | Masquerade - Data: 30 października 1995 - Wydawca: Noise Records     | 54 | –  | –  | –  |
| 1998                           | The Rivalry - Data: 9 lutego 1998 - Wydawca: GUN Records             | 19 | –  | –  | –  |
| 2000                           | Victory - Data: 10 stycznia 2000 - Wydawca: GUN Records              | 26 | –  | 52 | –  |
| 2002                           | The Brotherhood - Data: 25 lutego 2002 - Wydawca: GUN Records        | 23 | –  | –  | –  |
| 2005                           | Rogues en Vogue - Data: 21 lutego 2005 - Wydawca: GUN Records        | 39 | –  | 49 | –  |
| 2012                           | Shadowmaker - Data: 20 kwietnia 2012 - Wydawca: SPV GmbH             | 12 | –  | 43 | –  |
| 2013                           | Resilient - Data: 2 października 2013 - Wydawca: SPV GmbH            | 25 | 61 | 54 | –  |
| 2016                           | Rapid Foray - Data: 26 sierpnia 2016 - Wydawca: SPV GmbH             | 2  | 35 | 43 | –  |
| 2021                           | Blood on Blood - Data: 29 października 2021 - Wydawca: Steamhammer   |    |    |    | –  |
| "—" pozycja nie była notowana. |                                                                      |    |    |    |    |

| 1988                           | Ready for Boarding - Data:22 lutego 1988 - Wydawca: Noise Records            | –   |
| 1990                           | Death or Glory Tour – Live - Data: 11 czerwca 1990 - Wydawca: Noise Records  | –   |
| 2002                           | Live - Data: 18 listopada 2002 - Wydawca: GUN Records                        | 100 |
| 2011                           | The Final Jolly Roger - Data: 24 czerwca 2011 - Wydawca: Golden Core Records | 52  |
| "—" pozycja nie była notowana. |                                                                              |     |

| 1989                           | "Bad to the Bone" | –  | Death or Glory |
| 1991                           | "Little Big Horn" | 30 | Blazon Stone   |
| 1992                           | "Lead or Gold"    | 97 | Pile of Skulls |
| 1994                           | "The Privateer"   | –  | Black Hand Inn |
| 2000                           | "Revolution" 2000 | –  | Victory        |
| "—" pozycja nie była notowana. |                   |    |                |

| Rok  | Tytuł                                                                      |
| ---- | -------------------------------------------------------------------------- |
| 1983 | Rock from Hell – German Metal Attack - Data: 1983 - Wydawca: Noise records |
| 1984 | Death Metal - Data: 1984 - Wydawca: Noise records                          |
| 1985 | Metal Attack Vol. 1 - Data: 1985 - Wydawca: Noise records                  |

### Kompilacje
| Rok  | Tytuł                                                                        |
| ---- | ---------------------------------------------------------------------------- |
| 1991 | The First Years of Piracy - Data: 11 listopada 1991 - Wydawca: Noise Records |
| 2003 | 20 Years in History - Data: 22 września 2003 - Wydawca: Noise Records        |